# Liste der Kulturdenkmäler in Frankfurt-Niederursel
In der Liste der Kulturdenkmäler in Frankfurt-Niederursel sind alle Kulturdenkmäler im Sinne des Hessischen Denkmalschutzgesetzes in Frankfurt-Niederursel, einem Stadtteil von Frankfurt am Main aufgelistet.
Grundlage ist die Denkmaltopographie aus dem Jahre 1994, die zuletzt 2000 durch einen Nachtragsband ergänzt wurde.
Der Kern des Ortsteils ist das größte geschlossene Ensemble von denkmalgeschützten Häusern in Frankfurt am Main. Die überwiegende Zahl der Häuser sind Fachwerkhäuser, vielfach überputzt in barockem Stil.

## Kulturdenkmäler in Niederursel
| Bild                               | Bezeichnung                             | Lage | Beschreibung | Bauzeit                | Daten  |
| ---------------------------------- | --------------------------------------- | --- | --- | ---------------------- | ------ |
| Alt-Niederursel 6                  | Fachwerkhaus Alt-Niederursel 6          | Niederursel, Alt-Niederursel 6 LageFlur: 25, Flurstück: 9/2                                                                | Barockes Fachwerkhaus unter Verputz |                        |        |
| Alt-Niederursel 8                  | Hofreite Alt-Niederursel 8              | Niederursel, Alt-Niederursel 8 LageFlur: 25, Flurstück: 10/1, 10/2                                                         | Hofreite aus barockem Fachwerkhaus des 18. Jahrhunderts unter Verputz (Anbau 20. Jahrhundert) und massiver Scheune | 18. Jahrhundert        |        |
| Alt-Niederursel 10                 | Hofreite Alt-Niederursel 10             | Niederursel, Alt-Niederursel 10 LageFlur: 25, Flurstück: 11/1                                                              | Hofreite aus barockem Fachwerkhaus des 18. Jahrhunderts hinter Verkleidung mit landwirtschaftlichen Nebengebäuden um gepflasterten Hof. | 18. Jahrhundert        |        |
| Alt-Niederursel 12                 | Hofreite Alt-Niederursel 12             | Niederursel, Alt-Niederursel 12 LageFlur: 25, Flurstück: 192/15                                                            | Hofreite aus barockem Fachwerkhaus von 1716 in Zierfachwerk unter Verputz. Fachwerkscheune von 1721 und Nebengebäude des 19. Jahrhunderts | 1716                   |        |
| Alt-Niederursel 14                 | Wohnhaus Alt-Niederursel 14             | Niederursel, Alt-Niederursel 14 LageFlur: 25, Flurstück: 17,18,108/16                                                      | Wohnhaus des 19. Jahrhunderts und Nebengebäude in Fachwerk | 19. Jahrhundert        |        |
| Alt-Niederursel 16                 | Fachwerkhaus Alt-Niederursel 16         | Niederursel, Alt-Niederursel 16 LageFlur: 25, Flurstück: 20,106/19, 186/25                                                 | Im Kern barockes Fachwerkhaus des 18. Jahrhunderts |                        |        |
| Alt-Niederursel 17                 | Fachwerkhaus Alt-Niederursel 17         | Niederursel, Alt-Niederursel 17 LageFlur: 1, Flurstück: 138/1                                                              | Barockes Fachwerkhaus von 1722 und Scheune des 18. Jahrhunderts | 1722                   |        |
| weitere Bilder                     | Hofreite Alt-Niederursel 18             | Niederursel, Alt-Niederursel 18 LageFlur: 25, Flurstück: 26, 187/25                                                        | Hofreite aus barockem Fachwerkhaus von 1662 mit Wirtschaftsgebäuden um gepflasterten Hof. Charakteristische Einfahrt | 1662                   |        |
| Alt-Niederursel 19                 | Fachwerkhaus Alt-Niederursel 19         | Niederursel, Alt-Niederursel 19 LageFlur: 1, Flurstück: 122, 123                                                           | Barockes Fachwerkhaus von 1699 mit Wirtschaftsgebäude und Bruchsteinmauer | 1699                   |        |
| Alt-Niederursel 20                 | Fachwerkhaus Alt-Niederursel 20         | Niederursel, Alt-Niederursel 20 LageFlur: 25, Flurstück: 120/27                                                            | Fachwerkhaus von 1581 mit Erker auf profilierter Eichensäule. Reliefschnitzereien an Zierfassade. Gedrehte Eckständer | 1581                   |        |
| Alt-Niederursel 21                 | Fachwerkhaus Alt-Niederursel 21         | Niederursel, Alt-Niederursel 21 LageFlur: 1, Flurstück: 120, 121                                                           | Fachwerkhaus von 1529 mit Obergeschoss in Zierfachwerk. Giebelseitige Verlängerung im 20. Jahrhundert | 1529                   |        |
| Alt-Niederursel 22                 | Mietshaus Alt-Niederursel 22            | Niederursel, Alt-Niederursel 22 LageFlur: 1, Flurstück: 179/29                                                             | Mietshaus von 1904 im Geschmack der Neurenaissance. Rückwärtig Scheune des 19. Jahrhunderts | 1904                   |        |
| Alt-Niederursel 23                 | Ziegelbau Alt-Niederursel 23            | Niederursel, Alt-Niederursel 23 LageFlur: 1, Flurstück: 1171/115                                                           | Ziegelbau von 1853 mit Erdgeschoss in Naturstein und Fachwerkdrempel | 1853                   |        |
| Alt-Niederursel 24                 | Fachwerkhaus Alt-Niederursel 24         | Niederursel, Alt-Niederursel 24 LageFlur: 25, Flurstück: 30, 31/2                                                          | Barockes Fachwerkhaus des 18. Jahrhunderts unter Verputz auf massivem Erdgeschoss | 18. Jahrhundert        |        |
| Alt-Niederursel 25                 | Fachwerkhaus Alt-Niederursel 25         | Niederursel, Alt-Niederursel 25 LageFlur: 1, Flurstück: 1188/114                                                           | Barockes Fachwerkhaus des 18. Jahrhunderts mit traufseitiger Holzverschindelung und Wirtschaftsgebäuden an gepflastertem Hof | 18. Jahrhundert        |        |
| Alt-Niederursel 27                 | Rasthaus „Zu den drei Raben“            | Niederursel, Alt-Niederursel 27 LageFlur: 1, Flurstück: 110/1                                                              | Barockes Fachwerkhaus des 18. Jahrhunderts über massivem Erdgeschoss | 18. Jahrhundert        |        |
| Alt-Niederursel 28                 | Frankfurter Rathaus                     | Niederursel, Alt-Niederursel 28 LageFlur: 25, Flurstück: 118/32                                                            | Gebäude von 1716 mit Zierfachwerk, Stützbalken und Inschrift | 1716                   |        |
| weitere Bilder                     | Solmsches Rathaus                       | Niederursel, Alt-Niederursel 29-31 LageFlur: 1, Flurstück: 51                                                              | Nach der Realteilung des Dorfes 1714 wurde 1718 dieses repräsentative barocke Fachwerkhaus mit aufwendigem Zierfachwerk erbaut, das Rathaus der Solmschen Dorfhälfte. Zierfachwerk mit Mannfigur und Rauten. | 1718                   |        |
| weitere Bilder                     | Gustav-Adolf-Kirche                     | Niederursel, Alt-Niederursel 30 LageFlur: 24, Flurstück: 79/13, 80/13, 97/12                                               | Die Gustav-Adolf-Kirche wurde vom Architekten Martin Elsaesser (einem Mitarbeiter von Ernst May) entworfen. Sie besitzt einen oktogonalen Grundriss und wurde seinerzeit einschließlich des Daches aus Beton gegossen. Die wichtigsten Teile der alten Georgskapelle (Kruzifix und in Holz geschnitzte Schriftbänder von 1613) wurden ebenso wie ein romanischer Türsturz und ein Dreipassfenster in den Bau integriert. | 1927/1928              |        |
| Alt-Niederursel 33                 | Fachwerkhaus Alt-Niederursel 33         | Niederursel, Alt-Niederursel 33 LageFlur: 1, Flurstück: 50                                                                 | Barockes Fachwerkhaus des 18. Jahrhunderts unter Verputz | 18. Jahrhundert        |        |
| weitere Bilder                     | ehemalige Schule                        | Niederursel, Alt-Niederursel 34 LageFlur: 24, Flurstück: 81/14                                                             | Klassizistisches Schulgebäude von 1855 | 1855                   |        |
| weitere Bilder                     | Fachwerkhaus Alt-Niederursel 35         | Niederursel, Alt-Niederursel 35 LageFlur: 1, Flurstück: 49                                                                 | Barockes Fachwerkhaus mit Scheune des 18. Jahrhunderts | 18. Jahrhundert        |        |
| Alt-Niederursel 37                 | Hofreite Alt-Niederursel 37             | Niederursel, Alt-Niederursel 37 LageFlur: 1, Flurstück: 48                                                                 | Hofreite aus barockem Fachwerkhaus um 1700 und Wirtschaftsgebäuden | um 1700                |        |
| Alt-Niederursel 38                 | Wohnhaus Alt-Niederursel 38             | Niederursel, Alt-Niederursel 38 LageFlur: 24, Flurstück: 16                                                                | Im Kern Wohnhaus des 19. Jahrhunderts | 19. Jahrhundert        |        |
| weitere Bilder                     | Ehemaliger Fronhof                      | Niederursel, Alt-Niederursel 40-42 LageFlur: 24, Flurstück: 52, 53/1, 53/2, 54, 55                                         | Barocke Hofreite um 1720 aus repräsentativem Herrenhaus und Zehntscheune an fränkischem Gassengeviert mit Mauer | um 1720                |        |
| Alt-Niederursel 41                 | Hofreite Alt-Niederursel 41             | Niederursel, Alt-Niederursel 41 LageFlur: 1, Flurstück: 42,45,46,1521/41, 1522/43                                          | Hofreite aus barockem Fachwerkhaus des 18. Jahrhunderts, einem Anbau des 19. Jahrhunderts und Wirtschaftsgebäuden um einen Hof | 18. Jahrhundert        |        |
| weitere Bilder                     | Hofreite Alt-Niederursel 43             | Niederursel, Alt-Niederursel 43 LageFlur: 1, Flurstück: 44                                                                 | Hofreite aus barockem Fachwerkhaus von 1712 (Anbauten 20. Jahrhundert) und geräumiger Scheune | 1712                   |        |
| weitere Bilder                     | Fachwerkhaus Alt-Niederursel 44         | Niederursel, Alt-Niederursel 44 LageFlur: 24, Flurstück: 56                                                                | Im Kern barockes Fachwerkhaus des 18. Jahrhunderts | 18. Jahrhundert        |        |
| Alt-Niederursel 45                 | Hofreite Alt-Niederursel 45             | Niederursel, Alt-Niederursel 45 LageFlur: 1, Flurstück: 16, 1618/15                                                        | Hofreite aus barockem Fachwerkhaus und Wirtschaftsgebäuden des 18. Jahrhunderts. Fachwerkbau unter Verputz mit Holzverschindelung sowie klassizistischer Verlängerung | 18. Jahrhundert        |        |
| Alt-Niederursel 47 und 47a         | Fachwerkhaus Alt-Niederursel 47 und 47a | Niederursel, Alt-Niederursel 47 und 47a LageFlur: 1, Flurstück: 13, 14, 1617/15                                            | Barockes Fachwerkhaus des 18. Jahrhunderts unter Verputz mit massivem Erdgeschoss und Giebel neben konstruktionsgleichem Nebengebäude. Rückwärtig Neubau (47a) | 18. Jahrhundert        |        |
| Alt-Niederursel 49                 | Fachwerkhaus Alt-Niederursel 49         | Niederursel, Alt-Niederursel 49 LageFlur: 1, Flurstück: 1204/11                                                            | Barockes Fachwerkhaus des 18. Jahrhunderts unter Verputz | 18. Jahrhundert        |        |
| Alt-Niederursel 51                 | Wohnhaus Alt-Niederursel 51             | Niederursel, Alt-Niederursel 51 LageFlur: 1, Flurstück: 1209/10, 1210/12                                                   | Wohnhaus des 19. Jahrhunderts – ehemalige Hofreite – vor barockem Fachwerkhaus des 18. Jahrhunderts – ehemaliger Wirtschaftsbau mit Erweiterungen des 20. Jahrhunderts | 19. Jahrhundert        |        |
| Alt-Niederursel 53                 | Hofreite Alt-Niederursel 53             | Niederursel, Alt-Niederursel 53 LageFlur: 1, Flurstück: 1441/9, 1442/8, 1443/8, 1444/9                                     | Hofreite aus barockem Fachwerkhaus um 1750 unter Verschieferung und Verputz. Nebengebäude in Fachwerk sowie massive Scheune an Wirtschaftshof | um 1750                |        |
| Alt-Niederursel 57                 | Hofreite Alt-Niederursel 57             | Niederursel, Alt-Niederursel 57 LageFlur: 1, Flurstück: 2, 3                                                               | Hofreite aus barockem Fachwerkhaus um 1660 und Wirtschaftsgebäuden | um 1660                |        |
| Am Urselbach 1                     | Fachwerkhaus Am Urselbach 1             | Niederursel, Am Urselbach 1 LageFlur: 1, Flurstück: 1374/37                                                                | Barockes Fachwerkhaus des 18. Jahrhunderts mit konstruktionsgleichem Anbau des 20. Jahrhunderts | 18. Jahrhundert        |        |
| weitere Bilder                     | Wohnhaus Am Urselbach 2                 | Niederursel, Am Urselbach 2 LageFlur: 1, Flurstück: 39                                                                     | Wohnhaus des 18. bzw. 19. Jahrhunderts in Formen des Barock und der Neurenaissance | Jahrhundert            |        |
| Am Urselbach 3                     | Wohnhaus Am Urselbach 3                 | Niederursel, Am Urselbach 3 LageFlur: 1, Flurstück: 1374/37                                                                | Wohnhaus des 19. Jahrhunderts im Geschmack des Spätklassizismus | 19. Jahrhundert        |        |
| Am Urselbach 6                     | Fachwerkhaus Am Urselbach 6             | Niederursel, Am Urselbach 6 LageFlur: 1, Flurstück: 43/2                                                                   | Fachwerkhaus des 19. Jahrhunderts im Stil der Neurenaissance | 19. Jahrhundert        |        |
| Dorfwiesenweg 1                    | Hofreite Dorfwiesenweg 1                | Niederursel, Dorfwiesenweg 1 LageFlur: 1, Flurstück: 28, 29, 30                                                            | Hofreite aus barockem Fachwerkhaus und -scheune des frühen 18. Jahrhunderts sowie geräumige Wirtschaftsgebäude des 19. Jahrhunderts in Ziegelmauerwerk |                        |        |
| Dorfwiesenweg 3                    | Fachwerkhaus Dorfwiesenweg 3            | Niederursel, Dorfwiesenweg 3 LageFlur: 1, Flurstück: 27                                                                    | Barockes Fachwerkhaus des 18. Jahrhunderts hinter Verkleidung. Benachbart: Anbau des 20. Jahrhunderts | 18. Jahrhundert        |        |
| weitere Bilder                     | Hofreite Erbsengasse 1                  | Niederursel, Erbsengasse 1 LageFlur: 24, Flurstück: 51/1, 75/50                                                            | Hofreite aus barockem Fachwerkhaus unter Verputz, Scheune des 18. Jahrhunderts sowie Nebengebäuden des 19. Jahrhunderts in Formen der Neurenaissance |                        |        |
| Erbsengasse 3                      | Fachwerkhaus Erbsengasse 3              | Niederursel, Erbsengasse 3 LageFlur: 24, Flurstück: 49, 96/48                                                              | Barockes Fachwerkhaus unter Verputz mit Fachwerkscheune von 1815 und Inschrift; ehemalige Hofreite | 1815                   |        |
| Erbsengasse 5                      | Fachwerkhaus Erbsengasse 5              | Niederursel, Erbsengasse 5 LageFlur: 24, Flurstück: 95/47                                                                  | Im Kern barockes Fachwerkhaus des 18. Jahrhunderts | 18. Jahrhundert        |        |
| Erbsengasse 11                     | Fachwerkhaus Erbsengasse 11             | Niederursel, Erbsengasse 11 LageFlur: 24, Flurstück: 43                                                                    | Verputztes Fachwerkhaus des 19. Jahrhunderts in Formen der Neurenaissance; ehemalige Hofreite | 19. Jahrhundert        |        |
| weitere Bilder                     | Fachwerkhaus Erbsengasse 12             | Niederursel, Erbsengasse 12 LageFlur: 24, Flurstück: 59                                                                    | Barockes Fachwerkhaus des frühen 18. Jahrhunderts hinter Zierfassade. Anbau aus dem 20. Jahrhundert | frühes 18. Jahrhundert |        |
| Erbsengasse 19                     | Hofreite Erbsengasse 19                 | Niederursel, Erbsengasse 19 LageFlur: 24, Flurstück: 93/39                                                                 | Hofreite aus barockem Fachwerkhaus und Scheune des 18. Jahrhunderts sowie Wirtschaftsgebäuden des 19. Jahrhunderts | 18. Jahrhundert        |        |
| Erbsengasse 21                     | Hofreite Erbsengasse 21                 | Niederursel, Erbsengasse 21 LageFlur: 24, Flurstück: 60                                                                    | Hofreite aus im Kern barockem Fachwerkhaus unter Verputz, ehemaliger Scheune und Anbauten des 20. Jahrhunderts |                        |        |
| Hennegasse 2                       | Fachwerkhaus Hennegasse 2               | Niederursel, Hennegasse 2 LageFlur: 25, Flurstück: 17, 18, 19, 20                                                          | Im Kern barockes Fachwerkhaus des 18. Jahrhunderts mit Scheune | 18. Jahrhundert        |        |
| weitere Bilder                     | Hofreite Hennegasse 6                   | Niederursel, Hennegasse 6 LageFlur: 24, Flurstück: 21/2, 23, 24, 25                                                        | Hofreite aus barockem Fachwerkhaus des 18. Jahrhunderts unter Verputz und Wirtschaftsgebäuden | 18. Jahrhundert        |        |
| weitere Bilder                     | Hofreite Hennegasse 10                  | Niederursel, Hennegasse 10 LageFlur: 24, Flurstück: 100/26, 102/26                                                         | Hofreite aus barockem Fachwerkhaus des 18. Jahrhunderts unter Verputz und Wirtschaftsgebäuden | 18. Jahrhundert        |        |
| weitere Bilder                     | Hofreite Kirchgartenstraße 1            | Niederursel, Kirchgartenstraße 1 LageFlur: 24, Flurstück: 11                                                               | Hofreite aus barockem Fachwerkhaus von 1612 und großer ehemaliger Scheune | 1612                   |        |
| weitere Bilder                     | Fachwerkhaus Kirchgartenstraße 2        | Niederursel, Kirchgartenstraße 2 LageFlur: 25, Flurstück: 33                                                               | Barockes Fachwerkhaus des 18. Jahrhunderts | 18. Jahrhundert        |        |
| Kirchgartenstraße 4                | Hofreite Kirchgartenstraße 4            | Niederursel, Kirchgartenstraße 4 LageFlur: 25, Flurstück: 104/34                                                           | Hofreite aus im Kern barockem Fachwerkhaus des 18. Jahrhunderts unter Verputz und Nebengebäuden | 18. Jahrhundert        |        |
| Kirchgartenstraße 5                | Fachwerkhaus Kirchgartenstraße 5        | Niederursel, Kirchgartenstraße 5 LageFlur: 24, Flurstück: 6/1                                                              | Im Kern barockes Fachwerkhaus des 18. Jahrhunderts; rückwärtiger Anbau des 19. Jahrhunderts | 18. Jahrhundert        |        |
| Kirchgartenstraße 6-8              | Fachwerkhaus Kirchgartenstraße 6-8      | Niederursel, Kirchgartenstraße 6-8 LageFlur: 25, Flurstück: 35                                                             | Barockes Fachwerkhaus von 1711 mit Anbau des 19. Jahrhunderts und Scheune | 1711                   |        |
| weitere Bilder                     | Fachwerkhaus Kirchgartenstraße 10       | Niederursel, Kirchgartenstraße 10-12 LageFlur: 25, Flurstück: 37, 18/2, 28/3, 38/4, 38/6, 38/7, 39/1, 39/2, 40, 41/1, 41/2 | Barockes Fachwerkhaus des 18. Jahrhunderts unter Verputz mit Scheune und Anbau des 20. Jahrhunderts | 18. Jahrhundert        |        |
| weitere Bilder                     | Lahmer Esel                             | Niederursel, Krautgartenweg 1 Lage                                                                                         | Gaststätte Zum Lahmen Esel, barockes Fachwerkhaus des 18. Jahrhunderts hinter Zierfassade | 18. Jahrhundert        |        |
| weitere Bilder                     | Tabakscheune                            | Niederursel, Krautgartenweg 3 LageFlur: 20, Flurstück: 56/33                                                               | Barockes Fachwerkgebäude von 1695. Speicher der Untermühle am Urselbach mit charakteristischen Schleppgauben der Trockenböden | 1695                   |        |
| Obermühlgasse 1                    | Fachwerkhaus Obermühlgasse 1            | Niederursel, Obermühlgasse 1 LageFlur: 1, Flurstück: 43/1                                                                  | Nachbarockes Fachwerkhaus von 1806 mit Inschrift | 1806                   |        |
| Papiermühle, Oberurseler Weg 21    | Papiermühle                             | Niederursel, Oberurseler Weg 21 LageFlur: 2, Flurstück: 341, 342                                                           | Barockes Fachwerkhaus von ca. 1746 und ehemaliges Mühlengebäude des 17. Jahrhunderts | 1746                   |        |
| Schüttgrabenstraße 1               | Fachwerkhaus Schüttgrabenstraße 1       | Niederursel, Schüttgrabenstraße 1 LageFlur: 25, Flurstück: 51                                                              | Hofreite aus barockem Fachwerkhaus des 18. Jahrhunderts und Scheune | 18. Jahrhundert        |        |
| Schüttgrabenstraße 2 (Niederursel) | Fachwerkhaus Schüttgrabenstraße 2       | Niederursel, Schüttgrabenstraße 2 LageFlur: 25, Flurstück: 52                                                              | Barockes Fachwerkhaus des 18. Jahrhunderts, rückwärtig Neubau | 18. Jahrhundert        |        |
| Seibertsgasse 1                    | Fachwerkhaus Seibertsgasse 1            | Niederursel, Seibertsgasse 1 LageFlur: 1, Flurstück: 125/1, 1130/2, 1570/124                                               | Im Kern barockes Fachwerkhaus unter Verputz neben Fachwerkscheune um 1750 | 1750                   |        |
| weitere Bilder                     | Hofreite Seibertsgasse 2                | Niederursel, Seibertsgasse 2 LageFlur: 1, Flurstück: 118/1, 118/2, 1183/119                                                | Hofreite aus barockem Fachwerkhaus von 1730 und Nebengebäuden des 19. Jahrhunderts | 1730                   |        |
| Seibertsgasse 3-5                  | Fachwerkwohnhaus Seibertsgasse 3–5      | Niederursel, Seibertsgasse 3-5 LageFlur: 1, Flurstück: 1606/136, 1607/138                                                  | Im Kern barockes Fachwerkwohnhaus unter Verputz |                        |        |
| Urselbachbrücke Spielsgasse        | Urselbachbrücke                         | Niederursel, Spielsgasse LageFlur: 1, Flurstück: 1128/1                                                                    | Klassizistische Brücke von 1834 (erneuert); Der Brückenstein ist erhalten und steht unter Denkmalschutz | 1834                   |        |
| Spielsgasse 1                      | Ziegelbauten Spielsgasse 1              | Niederursel, Spielsgasse 1 LageFlur: 1, Flurstück: 110/2                                                                   | Ziegelbauten um 1890 in Formen der Neurenaissance | um 1890                |        |
| Wohnhaus Spielsgasse 2             | Wohnhaus Spielsgasse 2                  | Niederursel, Spielsgasse 2 LageFlur: 1, Flurstück: 1177/52, 1535/33                                                        | Wohnhaus um 1890 im Stil der Neurenaissance | um 1890                |        |
| Spielsgasse 6                      | Fachwerkhaus Spielsgasse 6              | Niederursel, Spielsgasse 6 LageFlur: 1, Flurstück: 1568/55                                                                 | Barockes Fachwerkhaus | 1717                   |        |
| Spielsgasse 10                     | Fachwerkhaus Spielsgasse 10             | Niederursel, Spielsgasse 10 LageFlur: 1, Flurstück: 58, 59, 60                                                             | Im Kern nachbarockes Fachwerkhaus des 19. Jahrhunderts unter Verputz | 19. Jahrhundert        |        |
| Spielsgasse 12                     | Fachwerkhaus Spielsgasse 12             | Niederursel, Spielsgasse 12 LageFlur: 1, Flurstück: 63/1, 1222/65                                                          | Barockes Fachwerkhaus des 18. Jahrhunderts hinter Verkleidung mit einem Anbau des 19. Jahrhunderts | 18. Jahrhundert        |        |
| weitere Bilder                     | Hofreite Spielsgasse 18                 | Niederursel, Spielsgasse 18 LageFlur: 1, Flurstück: 67, 68/1, 68/2                                                         | Hofreite aus barockem Fachwerkhaus von 1691 und Scheune | 1691                   |        |
| Spielsgasse 20                     | Fachwerkhaus Spielsgasse 20             | Niederursel, Spielsgasse 20 LageFlur: 1, Flurstück: 70/1, 71                                                               | Klassizistisches Fachwerkhaus von 1857 | 1857                   |        |
| weitere Bilder                     | St.-Matthias-Kirche                     | Niederursel, Thomas-Mann-Straße 4 LageFlur: 15, Flurstück: 40/215, 40/217                                                  | Kath. St.-Matthias-Kirche, erbaut nach Plänen von Hermann Mäckler und Alois Giefer | 1963–1965              | 156379 |
| weitere Bilder                     | Ev. Dietrich-Bonhoeffer-Gemeinde        | Niederursel, Thomas-Mann-Straße 10 LageFlur: 15, Flurstück: 40/218, 40/224                                                 | Ev. Dietrich-Bonhoeffer-Gemeinde, erbaut nach Entwurf von W. W. Neumann | 1967–1969              | 202718 |